# Åkesjön
Åkesjön är en sjö i Falkenbergs kommun i Halland och ingår i Suseåns huvudavrinningsområde. Sjöns area är 0,014 kvadratkilometer och den befinner sig 50 meter över havet.